# Rupen II
Rupen II (armeni: Ռուբեն Բ) (vers 1155–1170) fou príncep del Regne Armeni de Cilícia, de la dinastia rubènida. Va succeir el seu pare Toros II sota regència del seu oncle Tomàs (fill d'una germana de Toros II). El pare va entrar en un monestir i va morir als pocs mesos (vers 1169).
El seu oncle Mleh (germanastre del seu pare), que havia servit darrerament amb l'atabeg Nur al-Din d'Alep, només saber la mort del seu germanastre va tornar al país amb un exèrcit posat al seu servei pel seu sobirà d'Alep. Tomàs va fugir a Antioquia i Rupen II fou confiat al patriarca Narses IV a Hromgla, però aquest va ser assassinat per agents de Mleh el mateix 1169. Mleh es va proclamar príncep.
Rupen II fou assassinat el 1170.